# جوزيف رانكين
جوزيف رانكين (بالإنجليزية: Joseph Rankin)‏ هو شخصية أعمال وسياسي أمريكي، ولد في 25 سبتمبر 1833 في الولايات المتحدة، وتوفي في 24 يناير 1886 في واشنطن العاصمة في الولايات المتحدة. حزبياً، نشط في الحزب الديمقراطي. وقد انتخب عضو جمعية ولاية ويسكونسن وانتخب عضو مجلس ولاية ويسكونسن وانتخب عضو مجلس النواب الأمريكي.